# سد روستفانتین
سد روستفانتین (به لاتین: Rustfontein Dam) یک سد وزنی در آفریقای جنوبی است که در ایالت آزاد واقع شده‌است.